# Dmitry Nevmerzhitsky
Dmitry Vladimirovich Nevmerzhitsky (tiếng Nga: Дмитрий Владимирович Невмержицкий, sinh ngày 27 tháng 2 năm 1975) là một cung thủ người Nga.